# ادبیات عصر آگوست

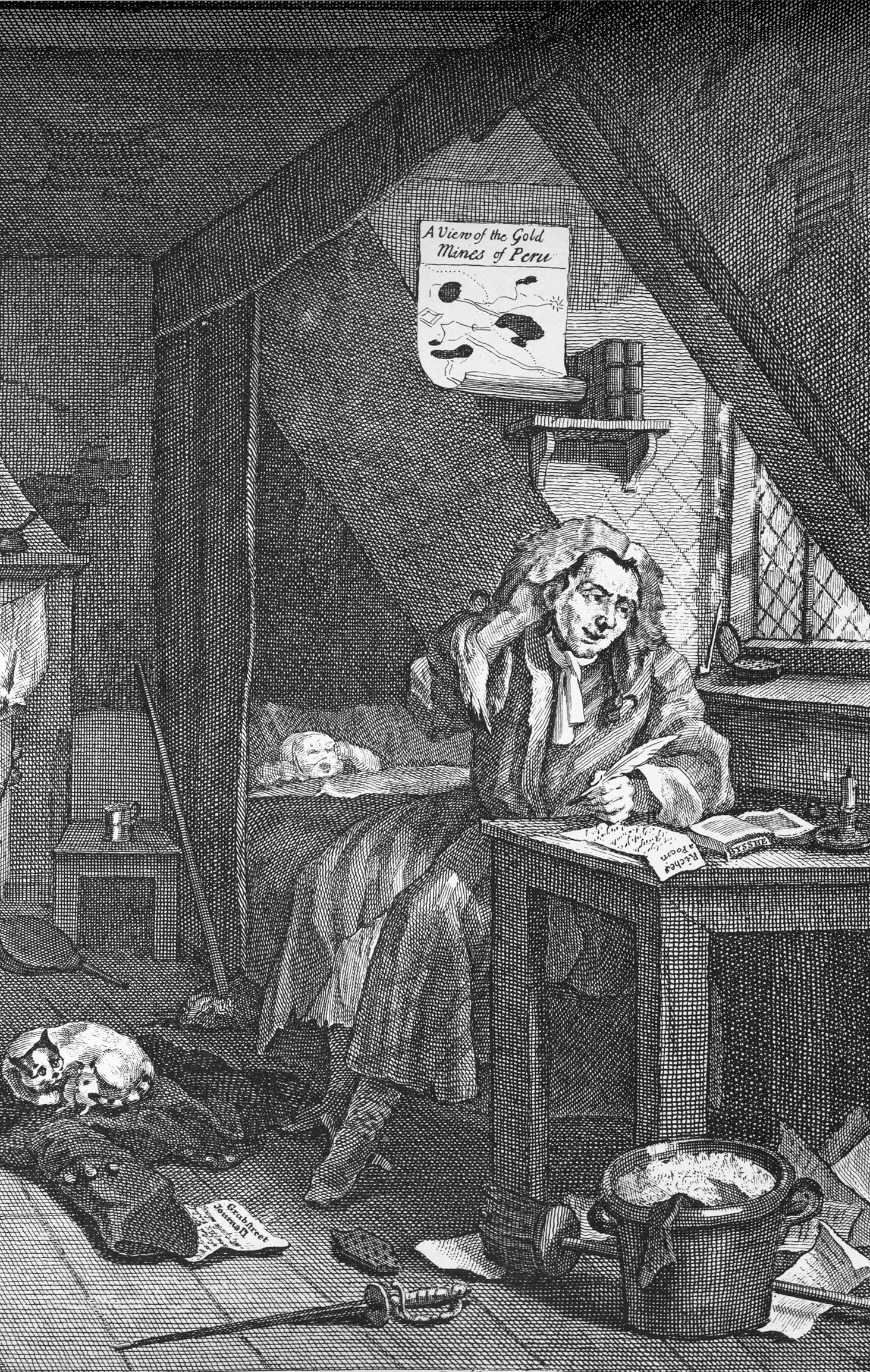
شاعر پریشان، پرتره ویلیام هوگارت از شاعری در خیابان گراب که از گرسنگی می‌میرد و سعی می‌کند شعر جدیدی بنویسد تا پول به‌دست آورد.

ادبیات عصر آگوست یا ادبیات آگوستن (انگلیسی: Augustan literature) سبکی از ادبیات بریتانیایی است که در دوران سلطنت ملکه آن، جرج یکم و جرج دوم در نیمه اول قرن هجدهم تولید شد و در دهه ۱۷۴۰، هم‌زمان با مرگ الکساندر پوپ (۱۷۴۴) و جاناتان سوییفت (۱۷۴۵)  پایان یافت. عصر آگوست در ادبیات دوره‌ای بود که توسعه سریع رمان و طنز، جهش درام از طنز سیاسی به ملودرام و تکامل به سمت شعر اتفاق افتاد. صر آگوست در فلسفه عصری بود که تحت سلطه تجربه‌گرایی بود، در نوشته‌های اقتصاد سیاسی آن تکامل مرکانتیلیسم به‌عنوان یک فلسفه رسمی، توسعه سرمایه‌داری و پیروزی تجارت مشخص شد.